# Glycyrrhiza acanthocarpa
Glycyrrhiza acanthocarpa är en ärtväxtart som först beskrevs av John Lindley, och fick sitt nu gällande namn av John McConnell Black. Glycyrrhiza acanthocarpa ingår i släktet Glycyrrhiza och familjen ärtväxter. Inga underarter finns listade i Catalogue of Life.